# Diga di Birecik
La diga di Birecik, una delle 21 dighe del Progetto dell'Anatolia Sud-Orientale della Turchia, si trova sul fiume Eufrate 60 km a valle della diga di Atatürk e 8 km a monte della città di Birecik 80 km a ovest della provincia di Şanlıurfa nella regione sud-orientale della Turchia. È destinato sia all'irrigazione che alla produzione di energia. Presso la diga è presente una centrale idroelettrica ad acqua fluente, installata nel 2001, con una potenza di 672 MW (sei impianti da 112 MW ciascuno) in grado di generare una media di 2,5 miliardi di kWh all'anno. La diga di Birecik è una struttura costituita da un riempimento di ghiaia a gravità in calcestruzzo e nucleo di argilla con un'altezza di 62,5 m dalla base. È stato progettato da Coyne et Bellier. Il bacino di utenza totale è di 92.700 ettari. Il progetto Birecik sarà realizzato sotto lo stato di modello Build-Operate-Transfer (BOT).
La diga è stata costruita sommergendo le rovine dell'antica città di Zeugma. Secondo Bogumil Terminski (2015), la costruzione della diga ha comportato il reinsediamento di circa 6.000 persone.